# Tempel van Ellesiya

De tempel van Ellesiya in het Museo Egizio, Turijn

De Tempel van Ellesiya is een Egyptische rotstempel die oorspronkelijk gesitueerd was nabij Qasr Ibrim. De tempel is gebouwd gedurende de 18e dynastie door farao Toetmosis III. De tempel was gewijd aan de godheden Amon, Horus en Satet.

## Herlocatie
In de jaren 60 werd de tempel ontmanteld en verplaatst van haar oorspronkelijke locatie, als onderdeel van een groter UNESCO-project met als doel belangrijke gebieden te behoeden voor overstroming door het ontstaan van het Nassermeer als gevolg van de constructie van de Aswandam. De tempel werd door Egypte aan Italië aangeboden als dankbetuiging voor de hulp bij het redden van verscheidende andere monumenten en staat sindsdien in het Museo Egizio te Turijn.

## Overige gedoneerde tempels
De drie andere tempels die gedoneerd werden naar aanleiding van hulp bij de constructie van de Aswandam en de herlocatie van bedreigde monumenten zijn:
- De tempel van Debod (Madrid);
- De tempel van Taffeh (Rijksmuseum van Oudheden in Leiden);
- De Tempel van Dendur (Metropolitan Museum of Art in New York).